# 魏文他
魏文他（1943年1月16日—1974年1月19日），越南共和國海軍軍官，軍銜海軍少校。最終職務爲日早號護衛艦（HQ-10）艦長。1974年1月19日，在西沙海戰中陣亡，被追授海軍中校軍銜。

## 生平
1943年1月16日魏文他出生於西寧省盞盤郡。

### 軍事生涯
1963年，魏文他入伍，自願加入越南共和國海軍，在芽庄海軍軍官學校學習第12期“第一雙魚”課程。1964年3月，他以指揮專業的海軍少尉軍銜畢業。
畢業后，魏文他先在美國第七艦隊的沃什特瑙郡號艦（LST-1166/MSS-2）上實習，後調回HQ-17吳權號巡洋艦擔任副艦長。1966年6月19日，他晉升在任海軍中尉。1967年，他被任命為駐永隆的第23江團副指揮。1969年11月1日國慶節，他晉升海軍上尉，並調任HQ-604巡邏艇船長。1972年4月，晉升海軍少校，調任HQ-331“Tầm Sét”號江砲艦艦長。1973年9月16日，他調任HQ-10日早號護衛艦艦長。

### 西沙海戰

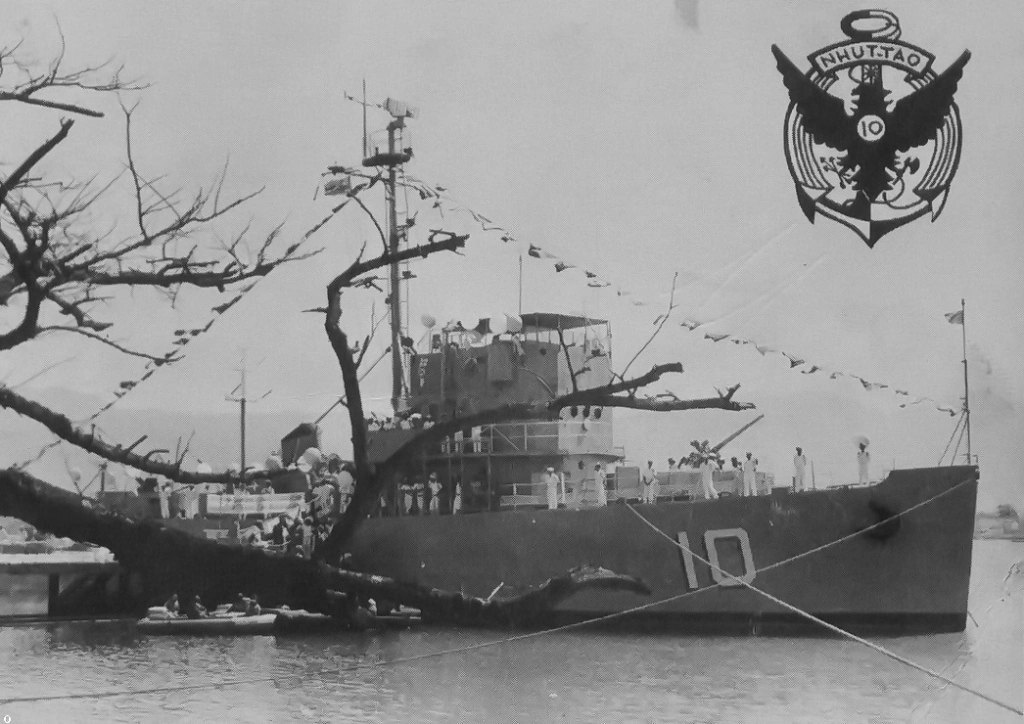
日早號

1974年西沙海戰期間，魏文他是越南共和國海軍日早號護衛艦艦長，於1月19日陣亡。
在魏文他陣亡后，越南共和國政府追授他第五等保國勳章，並授予了帶楊柳枝的英勇佩星，並追升海軍中校。

## 家庭
魏文他的妻子黃氏生（Huỳnh Thị Sinh）在他去世後獨自將他們的三個女兒撫養長大。她呼籲越南當局重視和紀念包括魏文他在內的西沙海戰中陣亡的越南共和國官兵。

## 荣誉
- 五等保國勳章（追授）[4]
- 帶楊柳枝的英勇佩星（英语：Gallantry Cross (South Vietnam)）（追授）[4]